# Arthur a souboj dvou světů
Arthur a souboj dvou světů (v originále Arthur 3 : La Guerre des deux mondes) je francouzský film z roku 2010, který režíroval Luc Besson. Snímek měl světovou premiéru dne 22. srpna 2010.

## Děj
Maltazard chce vytvořit armádu obřích otroků, aby nastolil vlastní vládu. Zdá se, že je mu schopen se postavit pouze Arthur. Ten ale stále vězí ve světě Minimojů a nemůže se vrátit do své obvyklé tělesné velikosti. Může však počítat s pomocí Selenie a Bétamèche, ale překvapivě také s podporou Darkose, Maltazardova vlastního syna, který se chce postavit na jejich stranu.

## Obsazení
| Freddie Highmore   | Arthur Montgomery        |
| Mia Farrowová      | Daisy, Arthurova babička |
| Robert Stanton     | Armand, Arthurův otec    |
| Penny Balfour      | Rose, Arthurova matka    |
| Ron Crawford       | Arthurův děda            |
| Lee Delong         | paní Karmanová           |
| Stephen Shagov     | kapitán Bellerive        |
| Antony Hickling    | Douglas                  |
| Jean Betote Njamba | Massaï                   |
| Dashiell Eaves     | Simon                    |
| Steve Routman      | doktor Stitch            |
| David Gasman       | automechanik             |
| Cooper Daniels     | George Lucas             |
| Norman Stokle      | starosta                 |